# Campionati italiani di duathlon del 2004
I Campionati italiani di duathlon del 2004 sono stati organizzati dalla Federazione Italiana Triathlon e si sono tenuti a Rimini in Emilia-Romagna, in data 10 ottobre 2004.
Tra gli uomini ha vinto Alessandro Alessandri (T.D. Rimini), mentre la gara femminile è andata a Laura Giordano ( Edera Triathlon Forlì).

## Risultati

### Élite uomini
| Pos. | Atleta                | Società sportiva           | Corsa    | Bici     | Corsa    | Totale   |
| ---- | --------------------- | -------------------------- | -------- | -------- | -------- | -------- |
|      | Alessandro Alessandri | T.D. Rimini                | 00:30:02 | 01:02:48 | 00:15:48 | 01:48:38 |
|      | Corrado Armuzzi       | T.D. Rimini                | 00:31:00 | 01:02:15 | 00:16:34 | 01:49:49 |
|      | Marco Galeasso        | Torino 3                   | 00:30:03 | 01:04:38 | 00:15:20 | 01:50:01 |
| 4    | Fausto Dotti          | DLF Triathlon Team         | 00:31:00 | 01:02:17 | 00:16:48 | 01:50:05 |
| 5    | Luca Bonazzi          | Triathlon Bergamo          | 00:31:41 | 01:02:57 | 00:15:54 | 01:50:32 |
| 6    | Matteo Caliendo       | Zeppelin Triathlon Team    | 00:31:01 | 01:03:38 | 00:16:07 | 01:50:46 |
| 7    | Francesco Cecchin     | Tri. Rari Nantes Marostica | 00:30:58 | 01:03:32 | 00:16:29 | 01:50:59 |
| 8    | Massimo Torsani       | T.D. Rimini                | 00:31:40 | 01:02:56 | 00:16:59 | 01:51:35 |
| 9    | Danilo Palmucci       | Jhonny Triathlon           | 00:31:39 | 01:02:58 | 00:16:59 | 01:51:36 |
| 10   | Matteo Pigoni         | CUS Parma                  | 00:30:29 | 01:04:04 | 00:17:29 | 01:52:02 |
| 11   | Fabio Terzoni         | CUS Parma                  | 00:30:59 | 01:03:41 | 00:17:33 | 01:52:13 |
| 12   | Daniele Ferrero       | Tri Savoia                 | 00:30:57 | 01:04:38 | 00:17:28 | 01:53:03 |
| 13   | Stefano Luciani       | Amatori Frugeri            | 00:31:56 | 01:05:10 | 00:17:12 | 01:54:18 |
| 14   | Piergiorgio Conti     | T.D. Rimini                | 00:31:50 | 01:05:20 | 00:18:17 | 01:55:27 |
| 15   | Federico Soriani      | Balestrini Team            | 00:32:28 | 01:06:37 | 00:16:24 | 01:55:29 |
| 16   | Alessandro Soldà      | Amatori Frugeri            | 00:31:55 | 01:07:14 | 00:16:26 | 01:55:35 |
| 17   | Luca Nascimbeni       | Triathlon Alto Adige       | 00:32:07 | 01:05:02 | 00:18:43 | 01:55:52 |
| 18   | Lorenzo Schiavi       | Pro Piacenza Team          | 00:32:53 | 01:06:11 | 00:16:51 | 01:55:55 |
| 19   | Juri Sisti            | Libertas Triathlon Terni   | 00:32:46 | 01:06:17 | 00:17:01 | 01:56:04 |
| 20   | Marco Bethaz          | Valle d'Aosta              | 00:32:31 | 01:06:32 | 00:17:10 | 01:56:13 |

### Élite donne
| Pos. | Atleta                | Società sportiva        | Corsa    | Bici     | Corsa    | Totale   |
| ---- | --------------------- | ----------------------- | -------- | -------- | -------- | -------- |
|      | Laura Giordano        | Edera Triathlon Forlì   | 00:33:22 | 01:12:19 | 00:17:57 | 02:03:38 |
|      | Arianna Morosin       | Silca Ultralite         | 00:34:46 | 01:12:19 | 00:18:17 | 02:05:22 |
|      | Ljudmilla Di Bert     | Gabbi                   | 00:36:23 | 01:15:15 | 00:18:45 | 02:10:23 |
| 4    | Maria Rosa Ognissanti | Silca Ultralite         | 00:37:42 | 01:13:54 | 00:19:13 | 02:10:49 |
| 5    | Laura Manzecchi       | Edera Triathlon Forlì   | 00:37:48 | 01:13:49 | 00:19:13 | 02:10:50 |
| 6    | Cinzia Arduzzoni      | CUS Parma               | 00:39:19 | 01:18:03 | 00:20:15 | 02:17:37 |
| 7    | Gabriella Mazza       | Sport Extreme           | 00:41:37 | 01:19:24 | 00:22:28 | 02:23:29 |
| 8    | Elisa Zappulla        | Siracusa Triathlon      | 00:44:05 | 01:18:06 | 00:25:02 | 02:27:13 |
| 9    | Bertilla Rossato      | Fumane Triathlon        | 00:48:12 | 01:20:06 | 00:25:52 | 02:34:10 |
| 10   | Patrizia Longo        | Torino 3                | 00:49:05 | 01:27:45 | 00:27:38 | 02:44:28 |
| 11   | Chiara Bettinelli     | Zeppelin Triathlon Team | 00:55:38 | 00:00:00 | 02:01:13 | 02:56:51 |